# Llista de Parcs Nacionals del Marroc

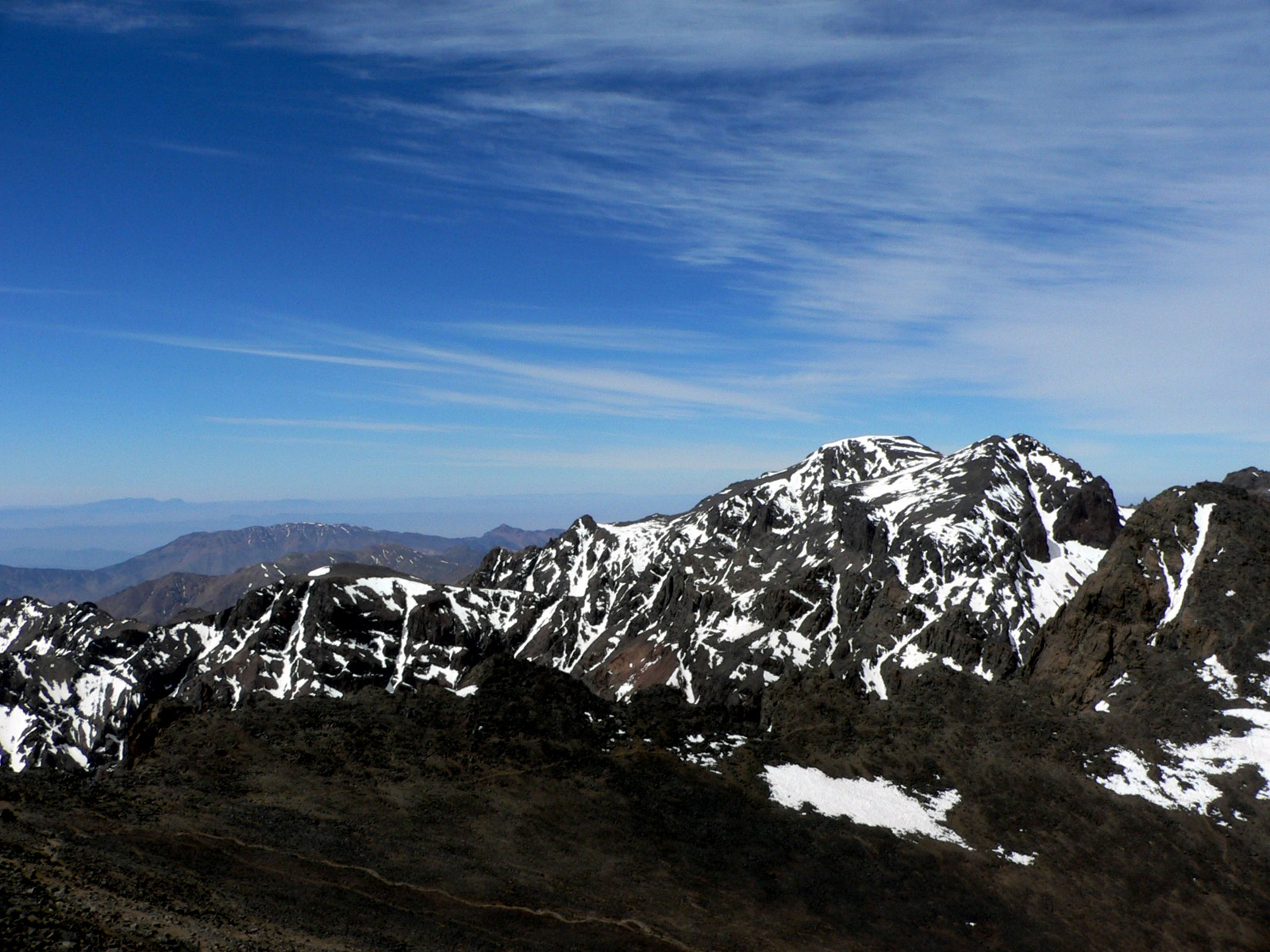
Mont Tubqal (4.167 metres sobre el nivell del mar), en Parc Nacional de Toubkal

Hi ha deu parcs nacionals del Marroc. El Parc Nacional de Toubkal, establert en 1942, és el més antic i el parc nacional amb més quantitat de visitants.

## Parcs nacionals en territori controlat per Marroc

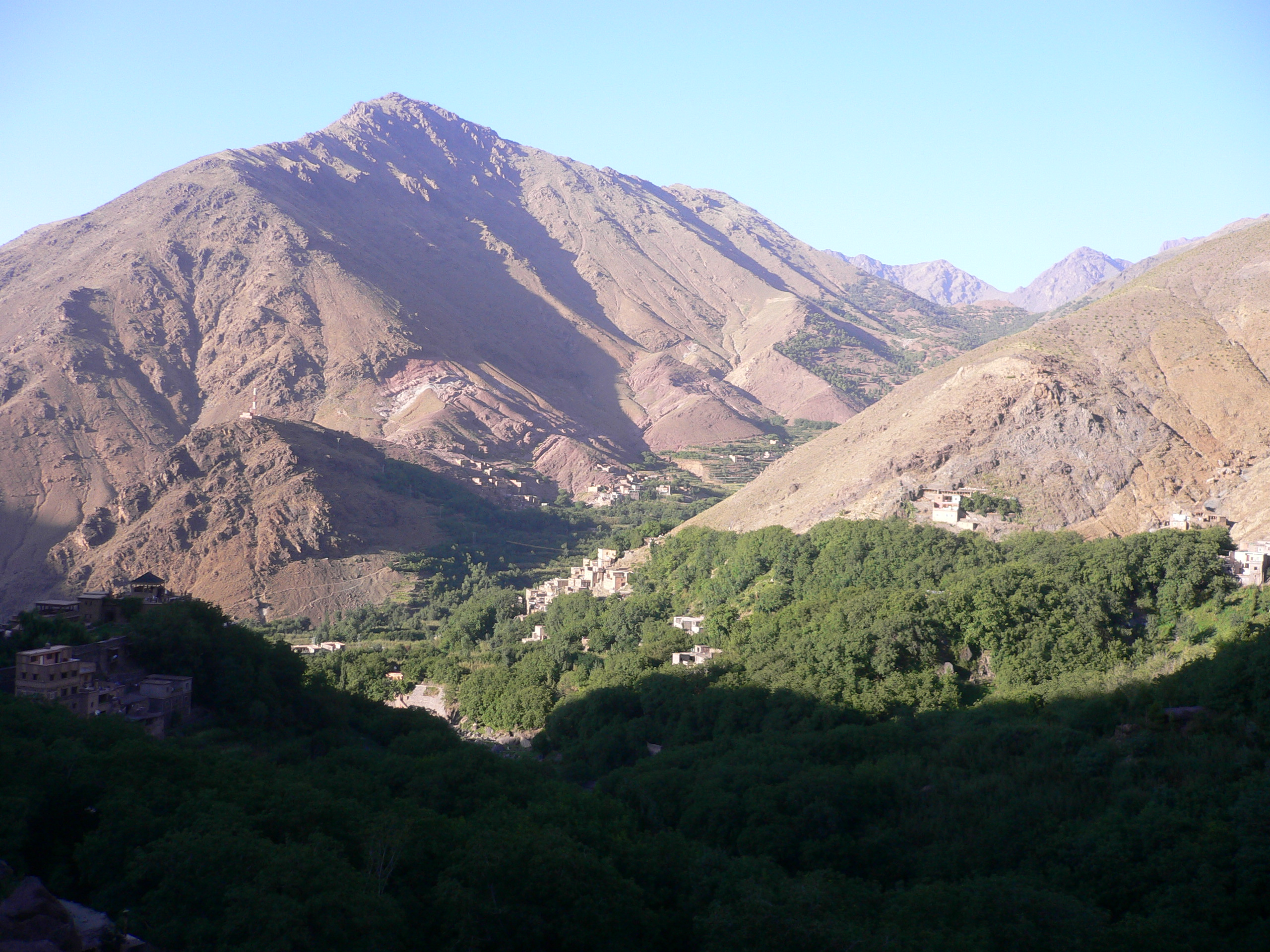
Parc national de Toubkal

## Parcs nacionals en territori controlat per Marroc[4]
| Parc nacional                         | Any de creació | Superficie (km²) | Région                           | Província              |
| ------------------------------------- | -------------- | ---------------- | -------------------------------- | ---------------------- |
| Parc Nacional de Toubkal              | 1942           | 380              | Souss-Massa                      | Taroudant              |
| Parc Nacional de Tazekka              | 1950           | 137,37           | Fes-Meknès                       | Taza                   |
| Parc Nacional de Souss-Massa          | 1991           | 338              | Souss-Massa                      |                        |
| Parc Nacional d'Iriqui                | 1994           | 1.230            | Souss-Massa                      | Tata, Zagora           |
| Parc Nacional d'Al Hoceima            | 2004           | 470              | Tànger-Tetuan-Al Hoceima         | Província d'Al Hoceima |
| Parc Nacional de Talassemtane         | 2004           | 580              | Tànger-Tetuan-Al Hoceima         | Província de Xauen     |
| Parc Nacional d'Ifrane                | 2004           | 500              | Fes-Meknès                       | província d'Ifrane     |
| Parc Nacional de l'Alt Atles Oriental | 2004           | 490              | Drâa-Tafilalet                   | Província de Midelt    |
| Parc Nacional de Khenifiss            | 2006           | 1.850            | Laâyoune-Sakia El Hamra          | Tarfaya                |
| Parc Nacional de Khenifra             | 2008           | 2.027            | Béni Mellal-Khénifra, Fes-Meknès | Khénifra, Ifrane       |
| Parc Nacional de Dakhla               | en projet      | 14.160           | Dakhla-Oued Ed-Dahab             | Oued Ed-Dahab          |